# Satoši Kuribajaši
Satoši Kuribajaši (栗林慧; * 1939, Šen-jang) je fotograf z Japonska, publikoval řadu knih a filmů a je nejznámější je díky svým fotografiím přírody s hmyzem. Narodil se v roce 1939 v Šen-jangu v Číně a od 60. let pracuje jako fotograf na volné noze.

## Životopis
Kurubajaši v roce 2006 získal cenu Lennarta Nilssona. Zdůvodnění poroty zní: „Satoši Kuribajaši získává cenu za to, že lidem otevřel svět hmyzu pomocí vlastní fotografické technologie. S humorem, soucitem, krásou a nebývalou bystrostí zobrazuje jak hmyz samotný, tak prostředí, ve kterém žije. Jeho snímky poskytují nový pohled na pozemské ekosystémy – kde se ukázalo, že lidé a hmyz mají nečekaně mnoho společného.“

## Ceny a ocenění
- 1978 Cena pro nováčka, Fotografická společnost Japonska
- 1979 Cena Nobua Iny udělená na Salonu Nikon
- 1991 Západojaponská kulturní cena
- 1992 Cena roku Japonské fotografické společnosti
- Cena roku 2002 Japonské fotografické společnosti, za fotografickou knihu „The World of Kuribayashi Satoshi“
- Cena Lennarta Nilssona za rok 2006 za inovativní a jedinečný způsob zobrazení světa hmyzu.